# La vigna di uve nere
La vigna di uve nere è il romanzo d'esordio della scrittrice italiana Livia De Stefani, pubblicato nel 1953 dalla casa editrice Arnoldo Mondadori Editore. È una storia di denuncia alla mafia che rese la De Stefani, con molta probabilità, la prima donna in assoluto a parlare della criminalità organizzata.

## Trama
Casimiro Badalementi è un uomo perfido e rude residente a Cinisi, dove coltiva le sue vigne di uve nere. Oltre a ciò, però, porta avanti anche loschi affari. Sposato con Concetta, donna molto devota al marito, ha quattro figli, che per suo volere sono cresciuti da altre famiglie contadine, senza che ognuno di loro sapesse degli altri fratelli. Dopo anni, Casimiro vuole riprendersi i figli, ormai cresciuti. Tra due di loro però, il primogenito Nicola e la secondogenita Rosaria, nasce una grande attrazione amorosa che li porterà all'incesto. Per Casimiro ciò sarà inaccettabile, poiché potrà esporre lui e la sua famiglia a una vergogna insostenibile, che farebbe saltare in aria tutti i suoi piani di diventare un "uomo d'onore". Proprio per questo, per Nicola e Rosaria non ci sarà un felice epilogo.

## Linguaggio e sfondo narrativo
La storia viene raccontata con una lingua affilata e trasparente, ambientata in una Sicilia fossilizzata nella quale vaga il dolore che racconta del mondo duro e primordiale dei contadini, che si muovono secondo i ritmi frenetici del lavoro a seconda delle stagioni e che dialogano per mezzo dei proverbi.

## Opere derivate
Dal romanzo venne tratto nel 1984 lo sceneggiato televisivo La vigna di uve nere, trasmesso dalla Rai, regia di Sandro Bolchi; con Lea Massari, Mario Adorf, Federica De Bortoli, Giancarlo Dettori.

## Edizioni
- Livia De Stefani, La vigna di uve nere: romanzo, Milano: A. Mondadori, 1953
- Livia De Stefani, La vigna di uve nere: Milano: Rizzoli, 1967
- Livia De Stefani, La vigna di uve nere: con un saggio introduttivo di Carlo Levi, Milano: Biblioteca universale Rizzoli, 1975
- Livia De Stefani, La vigna di uve nere: con uno scritto di Salvatore Ferlita, Milano: Isbn, 2010
- Livia De Stefani, Trauben schwarz wie Blut, Versione tedesca di Klaudia Ruschkowski, Edition Converso, Karlsruhe 2025, ISBN 978-3-949558-44-3